# Conselho do Primeiro-Ministro e dos Chefes dos Governos Descentralizados
O Conselho do Primeiro-Ministro e dos Chefes dos Governos Descentralizados é um órgão intergovernamental do Reino Unido que consiste no Primeiro-Ministro do Reino Unido e nos chefes dos três governos nacionais descentralizados da Escócia, Irlanda do Norte e País de Gales.

## História
Em 1999, o parlamento do Reino Unido criou administrações descentralizadas na Escócia, no País de Gales e na Irlanda do Norte. Inicialmente, um sistema de Comité Ministerial Conjunto foi criado em 1999 pelo governo trabalhista do Reino Unido de Tony Blair para coordenar as relações entre os três novos governos e o governo do Reino Unido.
Em 2022, após uma revisão das relações intergovernamentais no Reino Unido, o atual sistema de governação em níveis foi implementado. A estrutura em níveis inclui um Conselho do Primeiro-Ministro e dos Chefes dos Governos Descentralizados como nível superior, comissões permanentes interministeriais específicas de cada pasta como nível intermédio e grupos intergovernamentais baseados em tópicos como nível inferior.

## Responsabilidades
O conselho é responsável por:
- Discutir políticas no nível do Reino Unido que exigem cooperação.
- Supervisionar outras organizações e mecanismos governamentais dentro dos níveis de relações intergovernamentais.
- Atuar como árbitro final para o mecanismo de resolução de disputas do Reino Unido.[8]

## Membros
Os membros do conselho são o Primeiro-Ministro do Reino Unido, o Primeiro-Ministro da Escócia, o Primeiro-Ministro do País de Gales e o Primeiro e Vice-Primeiros-Ministros da Irlanda do Norte. Além disso, outros ministros do governo do Reino Unido podem participar nas reuniões do conselho, em particular o Ministro das Relações Intergovernamentais, que normalmente comparece com o Primeiro-Ministro. Na ausência de um Executivo da Irlanda do Norte, funcionários da Função Pública da Irlanda do Norte participaram na qualidade de observadores.
| Governo                       | Representante(s) | Representante(s) | Representante(s)         | Título                                               |
| ----------------------------- | ---------------- | ---------------- | ------------------------ | ---------------------------------------------------- |
| Governo do Reino Unido        |                  |                  | Keir Starmer MP          | - Presidente - Primeiro-Ministro - Ministro da União |
| Governo Escocês               |                  |                  | John Swinney MSP         | Primeiro-Ministro                                    |
| Governo Galês                 |                  |                  | Eluned Morgan MS         | Primeira-Ministra                                    |
| Executivo da Irlanda do Norte |                  |                  | Michelle O'Neill MLA     | Primeira-Ministra                                    |
| Executivo da Irlanda do Norte |                  |                  | Emma Little-Pengelly MLA | Vice-Primeira-Ministra                               |

## Reuniões
O conselho se reuniu pela primeira vez em novembro de 2022, presidido por Rishi Sunak. Não foram realizadas mais reuniões até depois das eleições gerais do Reino Unido de 2024, quando o recém-eleito primeiro-ministro Keir Starmer convocou uma reunião em outubro de 2024. Starmer declarou que o conselho se reunirá novamente na primavera de 2025.

### Lista de reuniões
| Reuniões do Primeiro-Ministro e do Conselho dos Chefes de Governos Descentralizados | Reuniões do Primeiro-Ministro e do Conselho dos Chefes de Governos Descentralizados | Reuniões do Primeiro-Ministro e do Conselho dos Chefes de Governos Descentralizados |
| Data                                                                                | Localização                                                                         | Presidência                                                                         |
| ----------------------------------------------------------------------------------- | ----------------------------------------------------------------------------------- | ----------------------------------------------------------------------------------- |
| 10 de novembro de 2022                                                              | Blackpool                                                                           | Rishi Sunak                                                                         |
| 11 de outubro de 2024                                                               | Edimburgo                                                                           | Keir Starmer                                                                        |

## Órgãos complementares
O Conselho das Nações e Regiões foi criado em outubro de 2024 por Keir Starmer. Este fórum tem como objetivo complementar e não substituir o sistema existente de relações intergovernamentais entre os quatro governos do Reino Unido.